# John Tengo Jabavu

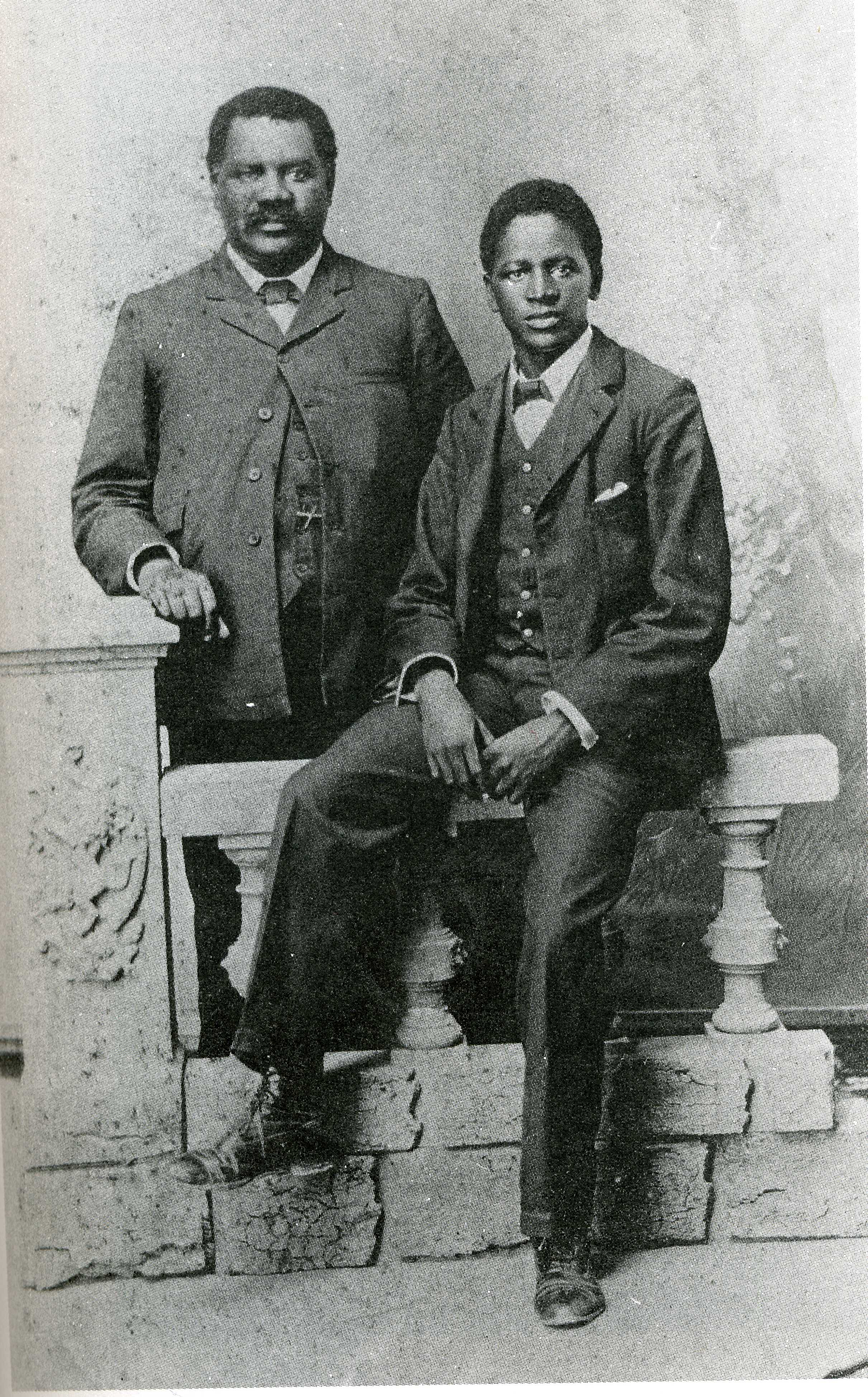
John Tengo Jabavu und sein Sohn Davidson Don Tengo um 1903

John Tengo Jabavu (* 11. Januar 1859 im Healdtown Distrikt, Ostkap; † 10. September 1921 in Fort Hare) war ein südafrikanischer Politiker und Publizist.

## Leben
Jabavu wurde als Sohn armer Eltern in der Nähe einer methodistischen Missionsschule, die er später besuchte, geboren. Er beendete die Schule schnell und wurde Lehrer in Somerset West, wo er auch den örtlichen Pfarrer unterstützte. Neben der Ausbildung betätigte er sich als Journalist und gab 1881 die Isigidimi Sama Xhosa, eine Collegezeitung, heraus. 1883 bestand er den Aufnahmetest der Universität von Südafrika. Seit 1884 gab er eine weitere Zeitung, die Imvo Zabantsundu, heraus, und eröffnete bald darauf ein eigenes Büro. 
Javabu wurde zum Mitglied der methodistischen Kirchenkonferenz gewählt. Er trat für die Gleichberechtigung der Frauen in der Bildung ein und spielte eine wichtige Rolle bei der Gründung des South African Native College, der späteren Universität Fort Hare. 1909 kandidierte er für den Vorsitz der South African Native Convention, wurde jedoch nicht gewählt und verlor gegen Walter Benson Rubusana; 1914 gewann er die Wahl für den Provinzrat der Kapprovinz gegen Rubusana. 1910 reiste er nach London, um gegen die Verfassung der Südafrikanischen Union zu protestieren, und wurde zum Universal Races Congress 1911 eingeladen.
Jabavus politischen Ansichten wichen von denen der Gründer des South African Native National Congress (SANNC) ab und waren nicht unumstritten. So war er ein Unterstützer des Natives Land Act. Von Mitgliedern des SANNC kam der Vorwurf, er sei ein Sezessionist und schade der Sache der Schwarzen. Sol Plaatje nannte ihn eine „Marionette, die versucht, ihrem Herrn zu dienen“.
Javabu war mit Elda Sakuba verheiratet, die 1900 starb. Sie hatten vier Söhne, sein Sohn Davidson Don Tengo Jabavu war einer der ersten Professoren der Universität Fort Hare.

## Auszeichnungen
- 2006 wurde ihm postum der Order of Luthuli in Gold verliehen.